# Leo Lausemaus
Leo Lausemaus (Originaltitel: Topo Tip) ist eine italienische Animationsserie aus dem Jahr 2014, die sich an Kinder im Vorschulalter richtet. Die Handlung basiert auf den gleichnamigen Kinderbüchern von Andrea Dami und Marco Campanella, die seit 2004 im Helmut Lingen Verlag veröffentlicht werden. Die ersten Hörspiele auf Deutsch erschienen 2009.

## Handlung
Leo Lausemaus lebt mit seiner Familie in einem kleinen Dorf am Waldrand und erlebt gemeinsam mit seinen Freunden viele Abenteuer. Dabei werden die Themen Kindergarten, Familie, Freundschaften und was man gegen Langeweile tun kann, angesprochen.

## Produktion und Veröffentlichung
Die Serie wurde 2014 unter der Regie von Andrea Bozzetto in Italien produziert. Dabei sind 52 Folgen für die 1. Staffel entstanden. Die deutsche Erstausstrahlung fand am 27. Oktober 2014 im Kinderprogramm Toggolino auf Super RTL statt. Die Serie wird zudem auf DVD und Amazon Prime veröffentlicht. Die zweite und dritte Staffel umfassten jeweils 26 Folgen. Die Folgen der zweiten Staffel wurden ab 26. November 2018 auf Super RTL ausgestrahlt.

## Episodenliste
| Folge | deutscher Titel                                | deutsche Erstausstrahlung | italienischer Originaltitel               | englischer Titel                    |
| 1     | Regeln sind blöd!                              | 27.10.2014                | Le regole sono importanti                 | Down with the rules                 |
| 2     | Tadaaaam!                                      | 28.10.2014                | Volevo essere figlio unico                | Shazam!                             |
| 3     | Leo, das Algenmonster                          | 29.10.2014                | Non voglio fare il bagno                  | I don’t want to take a bath!        |
| 4     | Die Schatzsuche                                | 30.10.2014                | Vengo anch’io!                            | I want to go with you!              |
| 5     | Jungs sind besser als Mädchen?!                | 31.10.2014                | I maschi sono meglio delle femmine?       | Boys are better than girls          |
| 6     | Das gehört mir!                                | 03.11.2014                | I giochi sono miei!                       | The toys are mine                   |
| 7     | Leo will gewinnen                              | 04.11.2014                | Se non vinco non mi diverto               | I want to win!                      |
| 8     | Hurra! Es hat geschneit!                       | 29.01.2015                | Sveglia, c’è la neve!                     | Wake up, it’s snowing!              |
| 9     | Wer einmal lügt … !                            | 05.11.2014                | Quante storie, Tip!                       | Telling tall tales!                 |
| 10    | Beste Freunde                                  | 06.11.2014                | Non sei più mio amico!                    | You’re not my friend anymore!       |
| 11    | Babysitter? Nein Danke!                        | 07.11.2014                | Non voglio la babysitter                  | Babysitters are monsters!           |
| 12    | Ein Haustier für Leo                           | 10.11.2014                | Un bruco per Tip                          | A pet for Tip                       |
| 13    | Das war keine Absicht!                         | 11.11.2014                | Non nasconderti, Tip                      | I’m not hiding!                     |
| 14    | Ein Pirat kennt keine Angst!                   | 16.01.2015                | Un pirata non ha paura di niente          | Nothing scares brave pirates!       |
| 15    | Der Helfer-Tag                                 | 04.12.2014                | Voglio fare il vigile!                    | I want to be a policeman!           |
| 16    | Bitte Lächeln!                                 | 13.11.2014                | Sono brutto!                              | I want to be handsome               |
| 17    | Das Schatten-Monster                           | 14.11.2014                | Che paura il buio!                        | Scary dark!                         |
| 18    | Didis Lieblingsspielzeug                       | 17.11.2014                | Le cose degli altri vanno trattate bene   | Jody’s favourite toy                |
| 19    | Igitt, Gemüse!                                 | 18.11.2014                | Le verdure non le mangio!                 | I will never eat veggies!           |
| 20    | Die Übernachtungsparty                         | 19.11.2014                | Il temporale mi fa paura!                 | What a fear of the storm!           |
| 21    | In Papas Werkstatt                             | 20.11.2014                | Nel laboratorio di papà                   | In dad’s crib                       |
| 22    | Wo ist Teddy?                                  | 21.11.2014                | Alla ricerca di Teddy                     | Finding Teddy                       |
| 23    | Der Schnupfen                                  | 07.01.2015                | Dal dottore non ci vado!                  | I am not going to the Doctor’s      |
| 24    | Das Kostüm                                     | 06.01.2015                | La festa in maschera                      | I am not good at this!              |
| 25    | Besuch von Billy!                              | 19.01.2015                | L'ospite di Tip                           | A guest at my house                 |
| 26    | Das Geburtstags-Konzert                        | 12.01.2015                | Voglio suonare!                           | I want to play!                     |
| 27    | Ich bin noch nicht müde!                       | 13.01.2015                | Ancora 5 minuti                           | I am not tired at all!              |
| 28    | Endlich Ferien!                                | 14.01.2015                | Andare al lavoro è una cosa bruttissima   | Work is no fun at all               |
| 29    | Die Turnstunde                                 | 15.01.2015                | Voglio stare con la mamma                 | I want my mommy!                    |
| 30    | Das Frechdachs-Spiel                           | 23.01.2015                | Che noia la buona educazione!             | I can’t stand good manners          |
| 31    | Es tut mir leid!                               | 02.02.2015                | Bisogna pensare prima di parlare          | I didn’t mean it                    |
| 32    | Für immer wütend!                              | 05.01.2015                | Sarò arrabbiato per sempre!               | I’ll be angry forever               |
| 33    | Ich helfe dir, Mama!                           | 27.01.2015                | Ti aiuto io, mamma                        | I’ll help you mom!                  |
| 34    | Ich hab was gefunden!                          | 22.01.2015                | Chi lo trova se lo tiene                  | Who finds it, keeps it              |
| 35    | Das ist lustig!                                | 03.02.2015                | Ci sono scherzi e scherzi                 |                                     |
| 36    | Lecker! Kekse!                                 | 26.01.2015                | Buoni i dolcetti!                         | Tasty sweets                        |
| 37    | Ich will nicht Schlittschuhlaufen!             | 09.06.2015                | A pattinare non ci vado                   | I’m not ice-skating                 |
| 38    | Das Sommerfest                                 | 21.01.2015                | E allora non gioco più                    | I won’t play anymore                |
| 39    | Ich mag die Natur!                             | 28.01.2015                | Bisogna rispettare la natura              | Taking care of nature               |
| 40    | Ich will endlich groß sein!                    | 01.06.2015                | Voglio essere alto come una torre         | I want to be tall as a tower        |
| 41    | Heute bin ich ein Faulpelz!                    | 29.05.2015                | Non fare il pigro, Tip                    | I’m not a lazybones                 |
| 42    | Das Puppentheater                              | 18.06.2015                | Io riciclo e tu?                          | The magic of recycling              |
| 43    | Das Feuerwehrauto                              | 08.01.2015                | Lo voglio lo voglio!                      | I want it!                          |
| 44    | Das Regen-Picknick                             | 09.01.2015                | Che noia il brutto tempo!                 | How boring bad weather              |
| 45    | Hilfe! Ein Drache!                             | 20.01.2015                | Un brutto sogno                           | It’s just a bad dream               |
| 46    | Wir gehen zelten!                              | 30.03.2015                | Tutti in campeggio!                       | Let’s go camping!                   |
| 47    | Helfen macht Spaß!                             | 30.01.2015                | Essere gentili è bello!                   | It’s Fun to be nice!                |
| 48    | Ich will nicht zum Friseur!                    | 31.03.2015                | Il ciuffo è mio e non si tocca            | Don’t touch my tuft                 |
| 49    | Versprochen ist versprochen!                   | 02.06.2015                | Una promessa è una promessa!              | A promise is a promise              |
| 50    | Mama hat Geburtstag!                           | 03.06.2015                | Un regalo per la mamma                    | The most precious gift in the world |
| 51    | Ich räume später auf!                          | 08.06.2015                | Che noia mettere in ordine                | I’ll tidy up later                  |
| 52    | Klein zu sein ist blöd                         | 19.06.2015                | Voglio diventare grande subito!           | Being little is no fun              |
| 53    | Mein eigenes Zimmer                            | 26.11.2018                | Voglio una cameretta tutta mia!           | I want a bedroom of my own          |
| 54    | Jetzt und nicht später!                        | 27.11.2018                | Goditi il momento!                        | Enyou now!                          |
| 55    | Warten ist doof                                | 28.11.2018                | Tutto arriva a chi sa aspettare           | Just wait!                          |
| 56    | Halloween                                      | 29.11.2018                | Halloween                                 | Halloween                           |
| 57    | Mein erster Wackelzahn                         | 30.11.2018                | Voglio perdere il dentino!                | The toothles monster                |
| 58    | Schlechte Laune                                | 03.12.2018                | Il malumore è contagioso                  | A bad mood                          |
| 59    | Spaß im Winter                                 | 04.12.2018                | Signor Inverno                            | Mister Winter                       |
| 60    | „Entschuldigung“ sagen ist nicht schwer!       | 05.12.2018                | Come è difficile chiedere scusa           | Saying sorry is not easy            |
| 61    | Ihr habt sie lieber als mich! (Onkel gesucht!) | 06.12.2018                | Non essere geloso Tip!                    | Don't be jealous Tip!               |
| 62    | Die Glücks-Brille                              | 07.12.2018                | Una giornata storta                       | Look in the right way               |
| 63    | Zusammen macht es mehr Spaß!                   | 10.12.2018                | Senza Jody non mi diverto!                | Together is better                  |
| 64    | Kunst ist überall                              | 11.12.2018                | Siamo tutti artisti                       | We're all artists!                  |
| 65    | Amelias Schatz                                 | 12.12.2018                | Il grande mistero                         | The great mystery                   |
| 66    | Die Übernachtungsparty!                        | 13.12.2018                | Pigiama Party                             | The pyjama party                    |
| 67    | Versuch es nochmal!                            | 14.12.2018                | Mai dire “non ce la faccio”               | MI can't do it!                     |
| 68    | Anstrengen lohnt sich!                         | 17.12.2018                | Ma che fatica!                            | What an effort!                     |
| 69    | Keine Angst vor Fehlern!                       | 18.12.2018                | Sbagliando s’impara                       | You can learn from your mistakes    |
| 70    | Vertragen wir uns wieder!                      | 19.12.2018                | Facciamo pace!                            | Let's make up!                      |
| 71    | Ich bin mutig!                                 | 20.12.2018                | Coraggio Tip!                             | I want to be brave too!             |
| 72    | Papa ist der Beste!                            | 21.12.2018                | Il papà più forte del mondo!              | The best dad in the world!          |
| 73    | Probier mal was Neues                          | 27.12.2018                | Cambiare abitudini non è per forza brutto | I don't like change!                |
| 74    | Wo ist mein Stift?                             | 27.12.2018                | E’ stato lui!                             | He did that!                        |
| 75    | Unterschiede sind toll!                        | 28.12.2018                | Essere diversi è bello                    | It's got to be different            |
| 76    | Jeder braucht mal Hilfe                        | 19.12.2018                | Tutti hanno bisogno di aiuto              | A little help                       |
| 77    | Sag auch mal „Nein“!                           | 31.12.2018                | No!                                       |                                     |
| 78    | Gemeinsam geht’s besser                        | 31.12.2018                | Insieme è meglio!                         | I can do it by myself!              |
| 79    | Wünsch dir was!                                |                           | Il mistero del bosco                      |                                     |
| 80    | Mama kann zaubern                              |                           | La mamma è magica                         |                                     |
| 81    | Verkehrte Welt                                 |                           | Il mondo allo specchio                    |                                     |
| 82    | Echte Superhelden                              |                           | Un vero eroe                              |                                     |
| 83    | Sicherheit geht vor!                           |                           | La sicurezza è importante                 |                                     |
| 84    | Lampenfieber                                   |                           | La recita                                 |                                     |
| 85    | Ferien für immer!                              |                           | Voglio stare per sempre in vacanza        |                                     |
| 86    | Von Beruf Kind                                 |                           | Il mestiere del cucciolo                  |                                     |
| 87    | Als Leo ein großer Bruder wurde                |                           | Arriva la sorellina                       |                                     |
| 88    | Der Glücksbringer                              |                           | Il portafortuna                           |                                     |
| 89    | Ein Korb voller Wut                            |                           | Il cestino della rabbia                   |                                     |
| 90    | Ich bin unsichtbar!                            |                           | Sono diventato invisibile                 |                                     |
| 91    | Besondere Freunde                              |                           | La cosa più speciale                      |                                     |
| 92    | Die Fast-Wahrheit                              |                           | La quasi verità                           |                                     |
| 93    | Ich mache es später!                           |                           | Lo faccio dopo                            |                                     |
| 94    | Gute Ratschläge                                |                           | Ascoltare i consigli                      |                                     |
| 95    | Leo hat immer recht!                           |                           | Voglio sempre avere ragione               |                                     |
| 96    | Ich kann das auch!                             |                           | Lo so fare anch’io                        |                                     |
| 97    | Aufhören, wenn es am Schönsten ist             |                           | Il gioco è bello quando dura poco         |                                     |
| 98    | Ich brauche keinen Mittagsschlaf mehr!         |                           | Il pisolino non lo faccio                 |                                     |
| 99    | Wir kümmern uns darum!                         |                           | Ci pensiamo noi                           |                                     |
| 100   | Es ist doch ein Geheimnis!                     |                           | E’ un segreto                             |                                     |
| 101   | Keine Küsschen mehr                            |                           | Niente baci, sono grande!                 |                                     |
| 102   | Seid nicht so laut!                            |                           | Non fare baccano                          |                                     |
| 103   | Bist du schon wach?                            |                           | Io sono sveglio, svegliatevi tutti!       |                                     |
| 104   | Die neue Knete                                 |                           | E’ nuovo e non lo uso                     |                                     |

## Auszeichnungen
- Deutschland: Goldene Schallplatte im Kids-Award[2]
  - 5× Gold
  - 11× Platin